# Посольство Республики Кипр в России
Посольство Кипра в России (греч. Πρεσβεία της Κύπρου στη Μόσχα, тур. Kıbrıs Cumhuriyeti Moskova Büyükelçiliği) — дипломатическая миссия Республики Кипр в Российской Федерации. Комплекс зданий посольства расположен в Москве на Поварской улице д. 9.

## История
Дипломатические отношения между Республикой Кипр и бывшим СССР были установлены сразу же после её провозглашения 18 августа 1960 года. С 2022 года кипрским послом в Российской Федерации является Кипрос Йоргаллис.

## Здание посольства
С ноября 2003 года Посольство располагается на Поварской улице. Здание находится на Арбате на Поварской улице (бывшая улица Воровского), дом 9 в городской усадьбе А. А. Казакова — Е. Д. Дункер (XVIII — XX века) (архитектор И. С. Кузнецов, инженер К. Г. Дункер, гражданский инженер А. Н. Зелингсон).
Главный дом с хозяйственным флигелем 1796 года. Объект культурного наследия народов РФ регионального значения.

## Службы посольства
- Консульский отдел
- Политический отдел
- Коммерческий отдел

## Послы Кипра в России
- Михаил Шерифис (1985—1989)
- Хараламбос Христофору (1989—1993)
- Хараламбос Иоаннидис (199?—2002)
- Андреас Георгиадис (2002—2004)
- Леонидас Пантелидис (2004—2008)
- Петрос Кесторас (2008—2013)
- Георгиос Х. Касулидис (2014—2017)
- Леонидас Маркидис (2017—2019)
- Андреас Зинонос (2019—2022)
- Кипрос Йоргаллис (2022 — н. в.)